# Premier League 2023-2024 (Kenya)
La Kenya Premier League 2023-2024 è stata la 61ª edizione della massima serie del campionato di calcio del Kenya dalla sua fondazione nel 1963, la 21ª con il nome di Kenya Premier League. La stagione è iniziata il 26 agosto 2023 e si è conclusa il 23 giugno 2024.
Il Gor Mahia era il detentore del titolo e si è confermato campione, vincendo il suo ventunesimo campionato nazionale. 

## Stagione

### Novità
Dalla stagione precedente sono stati retrocessi Mathare Utd e Vihiga Utd, ultime due classificate del campionato. Al loro posto sono stati promosse le prime due classificate della National Super League, Shabana e Murang'a Seal.

### Formula
Le 18 squadre partecipanti giocano un girone all'italiana con partite di andata e ritorno, per un totale di 34 giornate. Al termine della stagione, la squadra prima classificata è campione del Kenya e si qualifica per la CAF Champions League 2024-2025, mentre la seconda classificata si qualifica per la Coppa della Confederazione CAF 2024-2025.
Le ultime due classificate sono automaticamente retrocesse in National Super League, mentre la terzultima gioca degli spareggi promozione/retrocessione con una squadra di National Super League per un posto in Premier League.

## Squadre partecipanti
| Squadra            | Città    | Stagione precedente         |
| ------------------ | -------- | --------------------------- |
| Bandari            | Mombasa  | 6° in Premier League        |
| Bidco              | Thika    | 13° in Premier League       |
| Gor Mahia          | Nairobi  | Campione del Kenya          |
| Kakamega Homeboyz  | Kakamega | 8° in Premier League        |
| Kariobangi Sharks  | Nairobi  | 11° in Premier League       |
| K.C.B. Nairobi     | Nairobi  | 5° in Premier League        |
| AFC Leopards       | Nairobi  | 7° in Premier League        |
| Muhoroni Youth     | Muhoroni | 15° in Premier League       |
| Murang'a Seal      | Muranga  | 2° in National Super League |
| Nairobi City Stars | Nairobi  | 1° in Premier League        |
| Nzoia              | Bungoma  | 4° in Premier League        |
| Police             | Nairobi  | 3° in Premier League        |
| Posta Rangers      | Thika    | 12° in Premier League       |
| Shabana            | Kisii    | 1° in National Super League |
| Sofapaka           | Nairobi  | 10° in Premier League       |
| Talanta            | Nairobi  | 14° in Premier League       |
| Tusker             | Nairobi  | 2° in Premier League        |
| Ulinzi Stars       | Nairobi  | 9° in Premier League        |

## Classifica
|                  | Pos. | Squadra            | Pt | G  | V  | N  | P  | GF | GS | DR  |
| ---------------- | ---- | ------------------ | -- | -- | -- | -- | -- | -- | -- | --- |
| Kenya (bandiera) | 1.   | Gor Mahia          | 73 | 34 | 21 | 10 | 3  | 48 | 20 | +28 |
|                  | 2.   | Tusker             | 65 | 34 | 20 | 5  | 9  | 47 | 26 | +21 |
|                  | 3.   | Kenya Police       | 57 | 34 | 15 | 12 | 7  | 42 | 28 | +15 |
|                  | 4.   | Bandari            | 52 | 34 | 14 | 10 | 10 | 31 | 26 | +5  |
|                  | 5.   | AFC Leopards       | 51 | 34 | 13 | 12 | 9  | 32 | 23 | +9  |
|                  | 6.   | Nairobi City Stars | 50 | 34 | 13 | 11 | 10 | 42 | 39 | +3  |
|                  | 7.   | Kariobangi Sharks  | 48 | 34 | 12 | 12 | 10 | 44 | 34 | +10 |
|                  | 8.   | Kakamega Homeboyz  | 48 | 34 | 12 | 12 | 10 | 33 | 28 | +5  |
|                  | 9.   | Posta Rangers      | 48 | 34 | 13 | 9  | 12 | 30 | 31 | -1  |
|                  | 10.  | K.C.B. Nairobi     | 45 | 34 | 10 | 15 | 9  | 31 | 32 | -1  |
|                  | 11.  | Bidco              | 44 | 34 | 11 | 11 | 12 | 36 | 38 | -2  |
|                  | 12.  | Ulinzi Stars       | 39 | 34 | 10 | 9  | 15 | 24 | 28 | -4  |
|                  | 13.  | Murang'a Seal      | 38 | 34 | 9  | 11 | 14 | 28 | 34 | -6  |
|                  | 14.  | Shabana            | 38 | 34 | 10 | 8  | 16 | 38 | 45 | -7  |
|                  | 15.  | Talanta            | 37 | 34 | 8  | 13 | 13 | 35 | 48 | -13 |
|                  | 16.  | Sofapaka           | 36 | 34 | 9  | 9  | 16 | 39 | 53 | -14 |
|                  | 17.  | Muhoroni Youth     | 32 | 34 | 6  | 14 | 14 | 24 | 35 | -11 |
|                  | 18.  | Nzoia              | 22 | 34 | 5  | 7  | 22 | 24 | 60 | -36 |

Legenda
      Campione del Kenya e ammessa alla CAF Champions League 2024-2025.
      Ammessa alla Coppa della Confederazione CAF 2024-2025.
 Ammessa ai play-off promozione/retrocessione.
      Retrocessa in National Super League 2024-2025.
Note:
Tre punti a vittoria, uno a pareggio, zero a sconfitta.